# 叶潭河
叶潭河，位于中华人民共和国广东省河源市东源县境内，是黄村河（四水）右岸支流，发源于东源县东端的龙川分水坳顶（海拔946米），西北流经叶潭镇，至蓝口镇的能口汇入黄村河。河长43千米，流域面积149平方千米。